# Bill Goldberg
William Scott "Bill" Goldberg (* 27. prosince 1966) je americký televizní konferenciér, herec a profesionální wrestler. Nejvíce znám je pro své působení ve World Championship Wrestling (WCW) mezi lety 1997 a 2001 a ve World Wrestling Entertainment mezi lety 2003 a 2004. Oficiálně drží rekord v počtu výher v řadě (173 výher a 0 proher), ačkoliv je to zpochybňováno.
Goldberg je dvounásobný světový šampion: jednou držel WCW Šampionát v těžké váze a jednou Světový šampionát v těžké váze. Ve WWE se stal prvním neporazitelným světovým šampionem. Je také dvounásobný WCW šampion Spojených států v těžké váze a jednou držel WCW Světový titul mezi týmy (s Bretem Hartem).
Předtím, než se z něj stal profesionální wrestler, se Goldberg věnoval amerického fotbalu. Po ukončení wrestlingové kariéry začal působit jako komentátor pro různé organizace i sporty.
Goldberg je vítězem WrestleMania XX. Byl to zápas proti "The Beast Incarnate" Brock Lesnar, byl to mimořádný souboj. Potom co Lesnar dokázal použít F5 na Goldberga nemohl uvěřit že nevyhrál. Goldberg pak ukončil zápas díky 2x Spear a Jackhammer, čímž se stal World Heavyweight Championship. Poslední zápas Billa Goldberga se konal 21.11.2016, opět s Brockem Lesnarem. Přitom zápas netrval ani dvě minuty. Potom, co Lesnar hodil Goldberga do rohu, použil stejnou taktiku jak při prvním zápase - shodit na zem, 2x Spear (náraz do břicha a shoz na zem) a Jackhammer (suplexový zdvih do svislé polohy a náhlý pád na břicho) a pinfall.
Na Fastlane pomocí podvodu vyhrál Goldberg Universal Titul, když do jeho "zápasu" proti Kevinu Owensovi zasáhl Chris Jericho, který byl na Owense naštvaný, protože jej Owens zradil.
12. února 2021 ukončil profesionální wrestlingovou kariéru. Ale je známo, že bych chtěl ve WWE ještě jeden zápas.

## Filmografie

### Film
| Rok  | Název                          | Role            |
| ---- | ------------------------------ | --------------- |
| 1999 | The Jesse Ventura Story        | Luger           |
| 1999 | Univerzální voják: Zpět v akci | Romeo           |
| 2000 | Hromy a blesky                 | sám sebe        |
| 2003 | Looney Tunes: Zpět v akci      | pan Smith       |
| 2005 | Trestná lavice                 | Battle          |
| 2005 | Mladej a já                    | sám sebe        |
| 2005 | Ďábelský Santa                 | Santa Claus     |
| 2007 | Na pokraji smrti 2             | William Burke   |
| 2010 | Vražedná rychlost              | Velký, zlý John |
| 2010 | Minkow                         | Sax             |
| 2010 | Holly, Jingles and Clyde 3D    | Gus             |

### Televizní role
| Rok                     | Název                                         | Role                          | Poznámka                                                    |
| ----------------------- | --------------------------------------------- | ----------------------------- | ----------------------------------------------------------- |
| Na lovu v Africe        | Epizoda: "Wrestling"                          |                               |                                                             |
| E! True Hollywood Story | Epizoda: "Hulk Hogan"                         |                               |                                                             |
| 2000                    | The Daily Show                                |                               |                                                             |
| 2000                    | The Man Show                                  | Epizoda: "Holiday Show 2"     |                                                             |
| 2002                    | Ano, drahoušku                                | velký muž                     | Epizoda: "Walk Like a Man"                                  |
| 2002                    | Griffinovi                                    | naštvaný cestující v autobusu | Epizoda: "Family Guy Viewer Mail 1"                         |
| 2002                    | Arliss                                        |                               | Epizoda: "In with the New"                                  |
| 2002                    | Kim Possible                                  | Pain King                     | Epizoda: "Pain King vs. Cleopatra"                          |
| 2003                    | HBO First Look                                |                               | Epizoda: "Looney Tunes: Zpět v akci"                        |
| 2003                    | Napálené celebrity                            | sám sebe                      |                                                             |
| 2004                    | Monster Garage                                |                               | Epizoda: "Box-Truck Wrestling Ring"                         |
| 2005                    | Divy minulosti                                |                               | Epizoda: "Soukromé sbírky"                                  |
| 2005                    | Zoufalé manželky                              | nájemník                      | Epizoda: "Já mám tátu rád"                                  |
| 2005                    | Motorkáři                                     | Host                          |                                                             |
| 2005                    | Automaniak                                    |                               |                                                             |
| 2005                    | Kandidáti                                     |                               | Epizoda: "Who's Playing The Game?"                          |
| 2006                    | Pros vs. Joes                                 |                               | Epizody: "Can You PVJ Champ?" a "Can You Cover Jerry Rice?" |
| 2007                    | Zákon a pořádek: Útvar pro zvláštní oběti     | Cupid                         | Epizoda: "Loophole"                                         |
| 2007–2010               | Bullrun                                       | Host                          |                                                             |
| 2008                    | Hulk Hogan's Celebrity Championship Wrestling | sám sebe                      | Epizoda: "In-Ring Psychology"                               |
| 2009                    | Jsi chytřejší než páťák?                      | sám sebe                      |                                                             |
| 2009                    | WWE: The Rise and Fall of WCW                 | sám sebe                      |                                                             |
| 2010                    | The Celebrity Apprentice                      | sám sebe                      |                                                             |
| 2010                    | Garáž                                         | sám sebe                      |                                                             |

## Ve wrestlingu
- Ukončovací chvaty
  - Jackhammer
  - Spear
- Další chvaty
  - Ankle lock
  - Belly to belly suplex
  - Big boot
  - Clothesline
  - Crucifix armbar
  - Dragon screw
  - Dropkick
  - Fireman's carry slam
  - Full nelson slam
  - Hook kick
  - Kneebar
  - Back suplex side slam
  - Shoulder block
  - Snap swinging neckbreaker
  - Superkick
  - Underhook suplex
- Přezdívky
  - "Da Man"
  - "Greenzilla"
  - "Bestie"
  - "Predátor"
- Theme songy
  - "Twisted" (WCW; 1997)
  - "Invasion" od Christiana Pouleta a Jean-Yvese Rigoa (WCW/WWE 22. září 1997 - březen 2001, 31. března 2003 - 21. dubna 2003)
  - "Crush 'Em" od Megadeath (WCW; 1999)
  - "Invasion (Remix V1)" od Jima Johnstona (WWE; Backlash 2003)
  - "Invasion (Remix V2)" od Jima Johnstona (WWE; 5. května 2003 - 14. března 2004)

## Šampionáty a ocenění
- Pro Wrestling Illustrated
  - PWI Nejinspirativnější wrestler roku (1998)
  - PWI Nováček roku (1998)
  - 2. místo v žebříčku 500 nejlepších wrestlerů PWI 500 roku 1998
  - 75. místo v žebříčku top 500 wrestlerů "PWI Years" roku 2003
- World Championship Wrestling
  - WCW World Heavyweight Championship (1krát)
  - WCW United States Heavyweight Championship (2krát)
  - WCW World Tag Team Championship (1krát)
  - WCW Triple Crown Champion (5krát)
- World Wrestling Entertainment
  - World Heavyweight Championship (1krát)
  - WWE Universal Championship (2krát)
  - WWE Hall of Fame 2018
- Wrestling Observer Newsletter
  - Nováček roku (1998)